# Ixora sivarajiana
Ixora sivarajiana là một loài thực vật có hoa trong họ Thiến thảo. Loài này được Pradeep mô tả khoa học đầu tiên năm 1997.